# فهيد بن خلف الله
فهيد بن خلف الله لاعب كرة قدم تونسي فرنسي دولي، ولد في 9 أكتوبر 1982 ببيرون (فرنسا). وهو محترف بنادي بوردو الفرنسي يشغل منصب لاعب وسط مهاجم أيمن.
ومن سنة 2010انتقل إلى نادي بوردو الفرنسي بعد قبوله لعرضهم بخمس مليون يورو

## روابط خارجية
- فهيد بن خلف الله على موقع الاتحاد الدولي (مؤرشف)  (الإنجليزية)
- فهيد بن خلف الله على موقع قاعدة بيانات كرة القدم.إي يو (الإنجليزية)
- فهيد بن خلف الله على موقع ليكيب (الفرنسية)
- فهيد بن خلف الله على موقع ناشيونال فوتبول تيمز (الإنجليزية)
- فهيد بن خلف الله على موقع Soccerway.com (الإنجليزية)
- فهيد بن خلف الله على موقع عالم كرة القدم.نت (الإنجليزية)
- فهيد بن خلف الله على موقع AS.com (الإسبانية)
- فهيد بن خلف الله على موقع GSA (الإنجليزية)